# DJ Lee
Михаэль Ли-Бок (нем. Michael Lee-Bock; род. 1970, Гамбург, Германия) более известный под псевдонимом DJ Lee — немецкий диджей и музыкальный продюсер.

## Биография

### Молодость
С восьми лет у него развилась страсть к музыке. Его отец, Марио, помешанный на музыке рокер, внес, пожалуй, самый большой вклад в это дело. Собирать пластинки Михаэль начал в возрасте десяти лет. Стили, которые он предпочитал, были фанк и соул, блэк, рок, хаус, вплоть до транса и техно.

### Карьера
В качестве диджея Бок много лет работал по всему миру, выступая в таких странах, как Норвегия, Австрия, Швейцария и Япония. Среди них были дискотеки, клубы и мероприятия под открытым небом, такие как Парад любви (Берлин), G-Move (Гамбург), Airbeat One (Нойштадт-Глеве) и Street Move (Траппенкамп).
Продюсировать танцевальную музыку он начал в 1998 году вместе с бывшим гитаристом группы The Sisters of Mercy Андреасом Бруном. В процессе были созданы постановки для таких компаний, как Tv Junkies, Dons, M.L.B.Project, Upserver, Earth Bound, Fourth Inc. и Scala, среди прочих.
В 2000 году совместная деятельность с Андреасом Бруном закончилась, и Бок начал сотрудничество с Нильсом Карстеном aka Van Der Karsten. Были запущены многочисленные проекты, такие как Megara vs. DJ Lee, Apollo, Chemistry, DJ Lee, а также Van Der Karsten.
Их первый сингл с проекта Megara vs. DJ Lee The Megara принес двум гамбургским диджеям много признания, что чуть позже они дебютировали на EMI с песней Full Intention. Ещё до релиза Full Intention они попали в пятерку лучших благодаря рейтингу DJ Top 40, DDC и ODC, заняв первое место в чартах. Несколько недель спустя сингл вошёл в танцевальный чарт Media Control. После сингла Hold your hands up high вышел Human Nature.